# Принцеса Клевська
Принцеса Клевська (фр. La Princesse de Clèves) — французький роман, опублікований анонімно в 1678 році, який вважається першим психологічним романом в історії французької, зокрема, і світової, загалом, літератури. Авторство роману належить мадам де Лафаєтт.
Дія роману відбувається в 1558—1559 роках при дворі короля Франциска II. Роман чудово відтворює дух епохи, опис подій відповідає документам. Всі дійові особи, крім головної героїні, історичні особи.

## Короткий опис сюжету
Мадемуазель де Шартр — п'ятнадцятирічна спадкоємиця, привезена мамою до королівського двора з метою пошуку вигідної партії з огляду на фінанси та положення в суспільстві. Однак внаслідок інтриг старих зависників родини найкращі варіанти шлюбу відпадають. Дівчина прислухається до порад матері й приймає пропозицію принца Клевського, людини середнього статку, але шанувальника її краси. Уже після шлюбу вона зустріла й покохала яскравого герцога Немурського, який відповів їй взаємністю. Проте пара закоханих обмежується лише спорадичними зустрічами в салоні нової принцеси Клевської.
Герцог опиняється в центрі придворного скандалу, що змушує принцесу повірити в його зраду. Знайшовся лист від покинутої коханки до свого невірного коханого. Цей лист адресований дядькові принцеси, Відаму де Шартру, який до того ж вплутаний у стосунки з королевою. Відам попросив герцога Немурського оголосити, що лист його. Цей лист потрапив у руки принцеси, і герцогу тепер потрібно отримати від Відама документальне свідчення своєї вірності.
Принц Клевський, нарешті, почав усвідомлювати, що його дружина кохає іншого. Вона зізнається йому, і він не припиняє допитуватися, намагаючись довідатися, хто ця людина. Йому вдалося здобути інформацію за допомогою трюку. Він посилає служника шпигувати за герцогом Немурським, підозріваючи, що його дружина була невірна йому не тільки в своїх думках. Стрес відкриття виявився занадто сильним дня нього — він захворів і помер, чи то від хвороби, чи то від розбитого серця. На смертному ложі він звинувачує у своїх нещастях, хворобі й смерті герцога Немурського і благає принцесу ніколи не одружуватися з ним.
Після смерті чоловіка принцеса Клевська вільна, але розривається між обов'язком і коханням. Дії герцога стають відкритішими, але принцеса відмовляє йому. Натомість вона вирішує проводити щороку кілька місяців у монастирі. Через кілька років кохання герцога до неї згасає, а сама принцеса помирає молодою далеко від світського товариства.

## Рецепція роману
Роман мав надзвичайний комерційних успіх, потенційні читачі в провінції були змушені місяцями чекати примірника. Роман започаткував публічні дебати щодо авторства й щодо доцільності того, що принцеса зізналася чоловікові в коханні до іншого.
Це один із перших психологічних і аналітичних романів, а тому є важливою віхою в історії літератури. До цього романи здебільшого розповідали неможливі історії, в яких герої долали нечувані перешкоди на шляху до одруження. Сюжет «Принцеси Клевської» реалістичний, досліджує думки й почуття персонажів і обмежується тільки невеликою кількістю побічних ліній.

## Втілення в інших видах мистецтва
- Музика
  - Принцеса Клевська (la princesse de clèves) — опера Жана Франсе
- Кіно
  - 1961 : Принцеса Клевська (la princesse de clèves) : Жан Деланнуа
  - 1999 : Лист (La Lettre) : Мануель де Олівейра
  - 2000 : Вірність (La Fidélité) : Анджей Жулавський
  - 2008 : Прекрасна смоковниця (La Belle Personne) : Крістоф Оноре
  - 2011 : Ми, принцеси Клевські (Nous, princesses de Clèves): Régis Sauder

Починаючи з 2006 року, до того, як він став президентом Франції, Ніколя Саркозі зневажав книгу, стверджуючи, що це смішно, що вступні іспити на державну службу включають питання про принцесу Клевську. У результаті, під час тривалого руху викладачів університету в 2009 році проти його пропозицій, у містах по всій країні відбулися публічні читання Принцеси Клевської. Продажі роману швидко зростали.